# Phlegra memorialis
Phlegra memorialis là một loài nhện trong họ Salticidae.
Loài này thuộc chi Phlegra. Phlegra memorialis được Octavius Pickard-Cambridge miêu tả năm 1876.